# Alfonso Ugarte
Alfonso Ugarte y Vernal (sinh ngày 13 tháng 7 năm 1847 – mất ngày 7 tháng 6 năm 1880) là một người anh hùng dân tộc Peru nổi tiếng trong cuộc Chiến tranh Thái Bình Dương giữa liên minh Peru-Bolivia chống lại quân xâm lược Chile.
Ugarte y Vernal sinh ra tại Tarapaca trong một gia đình bán lẻ giàu có, cha là Don Narciso Ugarte và mẹ là Doña Rosa Vernal. Thuở nhỏ, do điều kiện kinh tế Peru khó khăn, ông được gửi sang Valparaíso, Chile để học. Ông tốt nghiệp năm 1868 và sau đó kế thừa công việc gia đình khi ông về Peru. Ông được bầu làm thị trưởng Iquique, nơi ông lập nghiệp, năm 1876.
Trong khi ông chuẩn bị thu xếp cho một chuyến công tác châu Âu, vào năm 1879, một biến cố lớn xảy ra. Bolivia tuyên chiến chống Chile, và Chile tuyên chiến chống Peru khi biết được thông tin Peru và Bolivia có liên minh bí mật từ năm 1873. Trước sức mạnh cuồng phong của quân đội Chile, Ugarte liền ngừng chuyến đi và quyết định ở lại, dùng tiền của chính mình để gây dựng đội quân của mình, "Lữ đoàn Iquique số 1", phần lớn là thợ thủ công và công nhân nghèo để chống lại quân Chile. Có khoảng 500 người trong lữ đoàn.
Vì hành động của mình, ông được thăng lên làm Đại tá.
Ông đã lãnh đạo lữ đoàn nhỏ này chống lại quân Chile tại Trận Tarapacá, và bị thương, song vẫn kịp lui quân để hội ngộ với Đội quân phía Nam của tướng Juan Buendía.
Trong trận Arica sinh tử, ông là chỉ huy sư đoàn số Tám dưới trướng Đại tá Francisco Bolognesi bảo vệ thành phố Arica. Ông, cùng với nhiều sĩ quan Peru khác, thề cùng nhau với Bolognesi "sẽ bảo vệ thành phố cho tới viên đạn cuối cùng".

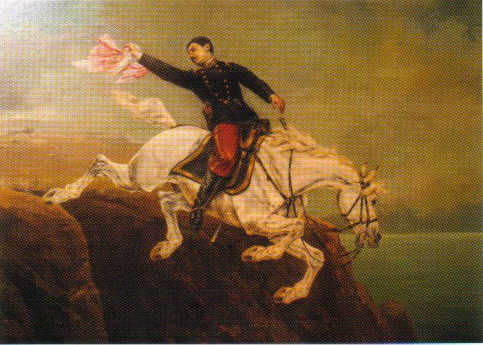
Ugarte cưỡi ngựa nhảy khỏi vực Arica. Tranh do Lodovico Agostino Marazzani Visconti vẽ.

Trong trận Arica, trước sự áp đảo về lực lượng của quân giặc, sự bạo ngược của binh lính Chile với thường dân Arica, và nhìn thấy quốc kỳ Peru có nguy cơ rơi vào tay người Chile, ông liền liều mình lao ngựa, dành lại quốc kỳ trước khi bị lính Chile truy sát. Trong đường cùng, ông quyết định kéo con ngựa và rơi xuống biển cùng với lá cờ Tổ quốc, chứ không chịu để rơi vào tay giặc. Vì vậy, ông đã hoàn thành tâm nguyện cuối cùng là được chiến đấu và hy sinh vì Tổ quốc.
Hình ảnh Ugarte gieo mình xuống vực thẳm đã trở thành huyền thoại và ngày nay, Ugarte được xem như là người anh hùng dân tộc Peru, và ngày mà anh gieo mình xuống biển đã được ghi nhận là ngày quốc kỳ Tổ quốc Peru.